# 出川哲朗の俺をおいしくしろ!
出川哲朗の俺をおいしくしろ!（でがわてつろうのおれをおいしくしろ）は、AmebaVisionで2009年4月23日から2010年3月29日までの一年間公開生放送されていたインターネットテレビ番組。
出川哲朗がメインパーソナリティーを務めるトーク番組で、出川にとって初の冠番組。原宿（表参道）のアメーバスタジオからの生放送。

## 概要
夢は「単独司会のレギュラー番組を持つこと」と語った出川の念願の冠番組であり、毎回、出川に縁のあるゲストを招いてトークを行う。本来ならば、司会者がゲストを「おいしく」扱うのだが、ゲスト側がこの番組の司会者である出川を「おいしく」することがこの番組の主旨である。
インターネットテレビ番組であることと、生放送ということを利用し、視聴者とのチャットを通して番組を進行する。が、出川自身は「邪魔だ!」と本音を漏らすことがある。
隔週放送であるが、放送曜日、時間帯などが正確には決まっておらず、ほぼ不定期放送に近い状態である。放送終了後には、出川とゲストのコメントと、放送のダイジェスト版が配信されている。
「AmebaStudio」が2010年3月31日で運営を終了することになり、この番組も3月29日の第17回目の放送で最終回となる。

## ゲスト
| 回 | 放送日時                       | ゲスト                                           |
| -- | ------------------------------ | ------------------------------------------------ |
| 1  | 2009年04月23日(木) 14:00-15:00 | 松村邦洋                                         |
| 2  | 2009年05月05日(火) 16:00-17:00 | 天野ひろゆき                                     |
| 3  | 2009年05月18日(月) 18:00-19:00 | 千秋                                             |
| 4  | 2009年06月05日(金) 21:00-22:00 | よゐこ                                           |
| 5  | 2009年06月26日(金) 18:00-18:30 | 江頭2:50                                         |
| 6  | 2009年07月15日(水) 13:30-14:00 | 雨上がり決死隊                                   |
| 7  | 2009年08月04日(火) 19:00-19:30 | 小泉麻耶、小池唯、清水ゆう子（日テレジェニック） |
| 8  | 2009年08月19日(水) 21:00-22:00 | ダチョウ倶楽部、有吉弘行                         |
| 9  | 2009年08月31日(月) 20:00-20:45 | ウド鈴木、飯尾和樹                               |
| 10 | 2009年09月21日(月) 18:00-19:00 | バナナマン                                       |
| 11 | 2009年10月06日(火) 20:00-21:00 | 三村マサカズ、ふかわりょう                       |
| 12 | 2009年11月28日(土) 16:00-17:00 | バカリズム、いとうあさこ、やまもとまさみ         |
| 13 | 2009年12月29日(火) 16:00-17:00 | 小島よしお、鳥居みゆき                           |
| 14 | 2010年01月31日(日) 19:30-20:30 | 堀内健                                           |
| 15 | 2010年02月21日(日) 17:00-18:00 | 岡村隆史                                         |
| 16 | 2010年03月09日(火) 18:00-19:00 | 松嶋尚美                                         |
| 17 | 2010年03月29日(月) 17:30-18:30 | 内村光良                                         |

## エピソード
- 第5回は出川の強い要望により、ゲストは江頭に決定した。その際に江頭が「60分じゃ間が持てないから30分にしてくれ」という条件付きで出演を承諾した。放送中、公開放送を見に来ている観客に向かって江頭が「おまえら××か！」と連呼し暴走、慌てて出川が止めに入った。その後、昔の番組で共演したときの思い出話で「あのディレクター××だから」と再び言い、出川は「それやめてね」と苦笑しながら言った。終盤、激辛ロシアンルーレットゲームでリアクション対決を行ったが、中身が普通だったことに頭にきた江頭が暴走。外にいる観客に突撃したため、出川はそれを止めに入った。外の音声は流れないため、BGMだけが流されたまま、暴動の様子と、誰もいなくなったスタジオ内が映し出されていた。ボロボロになった出川だけがスタジオに戻ってきて「エガちゃんの写メとか撮った人は変なものが写ってるとまずいのでどっかに送らないでください!」と言って番組は終わった。
- 第6回は出川が出演、DVD宣伝部長でもある番組「アメトーーク!」とのコラボレーションしての放送を行った。
- 第8回はDVD「リアクションの殿堂」で共演したダチョウ倶楽部と有吉弘行がゲスト出演した。ここでも出川は放送禁止用語を言ってしまうが、通常のテレビ番組とは違ってその辺は緩いとのこと。またこの回は、カメラ1で見ていると音声が出ない状態であった。
- スタジオの内部は外から観覧できるようになっており、毎回、大勢の観客が訪れていた。大雨や台風の接近により観客が少数の場合もあったが、そのような状況の中、放送が行われる度に毎回訪れる固定客も存在し、出川はその人のことを「神様」と呼んでいた。